# دانييلا ساباتينو
دانييلا ساباتينو (بالإيطالية: Daniela Sabatino)‏ (26 يونيو 1985 في إيطاليا - ) هي لاعبة كرة قدم إيطالية في مركز الهجوم. وشاركت مع منتخب إيطاليا لكرة القدم للسيدات. أما مع النوادي، فقد لعبت مع بريشيا كالتشيو فيمينيلي وASD Reggiana Calcio Femminile ‏.

## وصلات خارجية
- دانييلا ساباتينو على موقع الاتحاد الدولي (مؤرشف)  (الإنجليزية)
- دانييلا ساباتينو على موقع الاتحاد الأوربي (الإنجليزية)
- دانييلا ساباتينو على موقع قاعدة بيانات كرة القدم.إي يو (الإنجليزية)
- دانييلا ساباتينو على موقع Soccerway.com (الإنجليزية)